# Jean-Paul Mathieu
Jean-Paul Mary Mathieu (ur. 23 sierpnia 1940 w Hadol) – francuski duchowny katolicki, biskup Saint-Dié w latach 2006-2016.

## Życiorys
Święcenia kapłańskie otrzymał 11 kwietnia 1966 i został inkardynowany do diecezji Saint-Dié. Pracował duszpastersko w Epinal oraz przy diecezjalnej katedrze, w latach 1975-1982 odpowiadał także za katechumenat w diecezji. W 1990 otrzymał nominację na wikariusza generalnego.
14 grudnia 2005 papież Benedykt XVI mianował go ordynariuszem diecezji Saint-Dié. Sakry biskupiej udzielił mu 22 stycznia 2006 arcybiskup André Lacrampe.
15 czerwca 2016 Franciszek przyjął jego rezygnację z urzędu złożoną ze względu na osiągnięcie wieku emerytalnego.